# St. Marys (Pensilvania)
St. Marys es una ciudad ubicada en el condado de Elk en el estado estadounidense de Pensilvania. En el año 2000 tenía una población de 14,502 habitantes y una densidad poblacional de 56 personas por km².

## Geografía
St. Marys se encuentra ubicada en las coordenadas 41°26′15″N 78°2′34″O / 41.43750, -78.04278.

## Demografía
Según la Oficina del Censo en 2000 los ingresos medios por hogar en la localidad eran de $41,593 y los ingresos medios por familia eran $51,263. Los hombres tenían unos ingresos medios de $36,432 frente a los $22,947 para las mujeres. La renta per cápita para la localidad era de $19,885. Alrededor del 4.8% de la población estaba por debajo del umbral de pobreza.